# نسترن زرد
نسترن زرد یا  گل زرد یا رز زرد ایرانی (نام علمی: Rosa foetida) یکی از گونه‌های خوراکی رز است. نسترن زرد به صورت درختچه‌هایی به ارتفاع ۸۰ تا ۱۲۰ سانتیمتر است. ساقه این گیاه به صورت ایستاده با شاخه‌های محکم و ایستاده یا خمیده دارای تیغ‌های محکم است.
مصرف آب نسترن از رز  و گل محمدی بیشتر است . در میان گونه‌های رز، گل محمدی ماندگاری  بیشتر و مصرف آب کمتری دارد.
برگ این گیاه دارای برگ‌چه‌های تخم مرغی در حاشیه دندانه‌دار، دمبرگ کرک‌دار و غده‌پوش، شامل تیغ‌های چنگکی یا خمیده است. گل نسترن زرد در سطح رویی قرمز، قرمز نارنجی و در سطح پشتی زرد گوگردی و گاهی تماما زرد است. این گیاه در آذربایجان، کردستان، همدان، اصفهان، شیراز و تهران می‌روید و در استان کرمانشاه در کرند غرب، ماهیدشت و سنقر یافت می‌شود. میوهٔ این گیاه به صورت کروی است. از گلبرگ‌های نسترن زرد در فصل بهار جهت تهیه مربا استفاده می‌کنند و در فصل پاییز و اواخر تابستان میوه‌های آن را به صورت خام مورد استفاده قرار می‌دهند.